# Acid jazz
Acid jazz (eng.: syrejazz, også kendt som groove jazz eller club jazz) er en musikgenre, der kombinerer elementer af soul, funk, hip hop, disco og engelsk 90'er-dance; ofte med samples af gamle jazz- eller funknumre. Genren udvikledes i England i 1980'erne og 1990'erne. 
Blandt de mest kendte acid jazz-bands er Jamiroquai, Brand New Heavies, Incognito, Young Disciples, Freak Power og Galliano. Ideen med Acid Jazz genren er at føre jazzen tilbage til dansegulvet, hvor den blev født. En del af de førende Acid jazz-navne samlede sig omkring pladeselskabet Talking Loud.